# Сердюковы
Сердюковы — несколько дворянских родов.
Один происходит от войскового товарища (1704) Семёна Сердюкова.
Второй от азиатского уроженца, коллежского советника Михаила Ивановича Сердюкова, пожалованный с потомством 15 октября 1742 года императрицей Елизаветой Петровной в дворянское достоинство Российской империи.
По определению дворянского собрания Харьковского наместничества от 22 октября 1786 года, подпоручик Алексей Андреевич Сердюков с женою и потомством, за собственные заслуги, внесены во II-ю часть родословной книги Харьковской губернии.
Род Сердюковых внесён во II-ю часть родословной книги Черниговской губернии, а также записаны в список дворянских родов области Войска Донского.

## Описание гербов

### Герб Семёна Сердюкова
Щит: в голубом поле пламенеющее сердце, увенчанное крестом. Нашлемник: пять страусовых перьев.

#### Герб М.И. Сердюкова.
В щите в красном мурованном поле две серебряные реки, текущие по правой диагональной линии. Над щитом несколько открытый, в правую сторону обращённый, стальной дворянский шлем, над которым изображены шлюзные ворота красного цвета с серебряными косяками. Намёт красного цвета, подложен серебром (в гербовник не внесён).

## Известные представители
- Сердюков Степан Филиппович — русский художник, мастер исторической живописи.